# 5881 Akashi
Az 5881 Akashi (ideiglenes jelöléssel 1992 SR12) a Naprendszer kisbolygóövében található aszteroida. Matsuo Sugano,  Toshiro Nomura fedezte fel 1992. szeptember 27-én.